# Al'bert Azarjan
Al'bert Vagaršakovič Azarjan (in russo Альберт Вагаршакович Азарян?; in armeno Ալբերտ Վաղարշակի Ազարյան?, Albert Vaġaršaki Azaryan; Vanadzor, 11 marzo 1929 – Erevan, 5 settembre 2023) è stato un ginnasta sovietico.

## Biografia
Assieme al giapponese Akinori Nakayama è ancora oggi l'unico atleta della storia ad essersi aggiudicato due volte il titolo olimpico negli anelli.
Fu portabandiera per l'Armenia ai Giochi olimpici di Pechino 2008.

## Palmarès
| Anno | Manifestazione  | Sede      | Evento             | Risultato |
| ---- | --------------- | --------- | ------------------ | --------- |
| 1956 | Giochi olimpici | Melbourne | Anelli             | Oro       |
| 1956 | Giochi olimpici | Melbourne | Concorso a squadre | Oro       |
| 1960 | Giochi olimpici | Roma      | Anelli             | Oro       |
| 1960 | Giochi olimpici | Roma      | Concorso a squadre | Argento   |